# Dischidia
Dischidia, auch Urnenpflanzen genannt, ist eine Pflanzengattung in der Unterfamilie der Seidenpflanzengewächse (Asclepiadoideae), die zur Familie der Hundsgiftgewächse (Apocynaceae) gerechnet wird. Derzeit sind etwa 80 Arten der Gattung Dischidia bekannt.

## Beschreibung

### Vegetative Merkmale

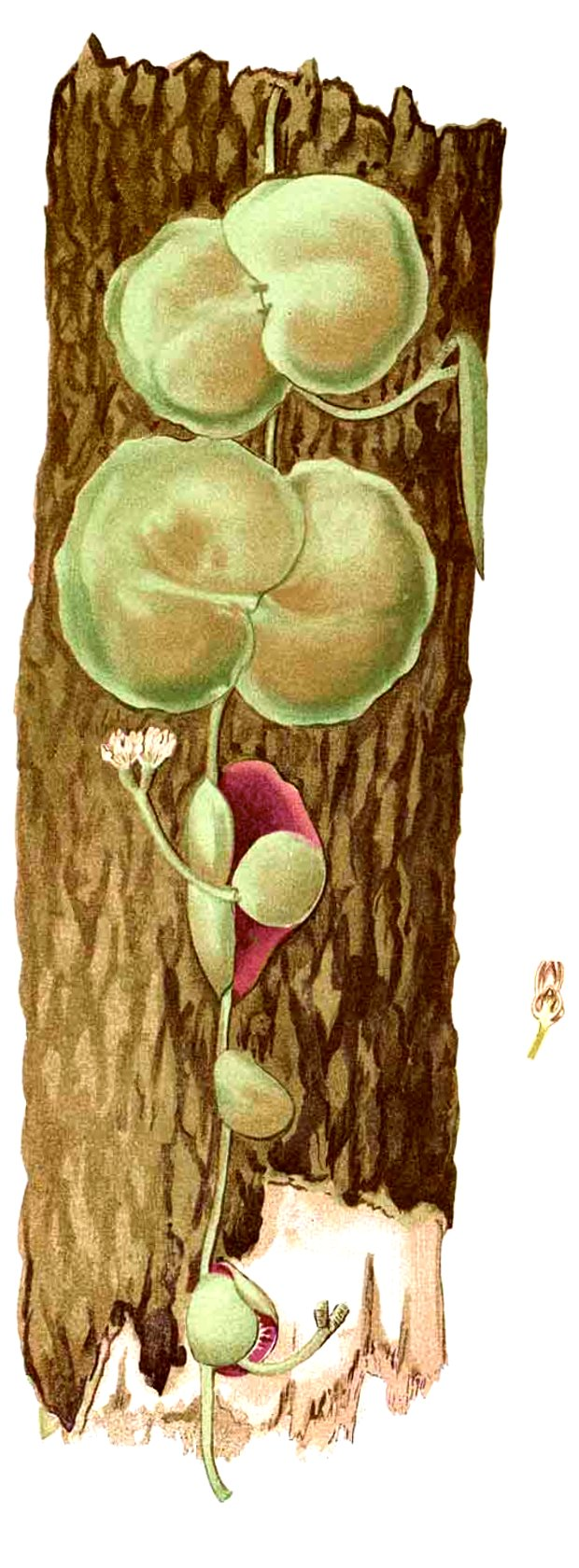
Illustration von Dischidia collyris mit schildförmigen Blättern (Section Conchophyllum)

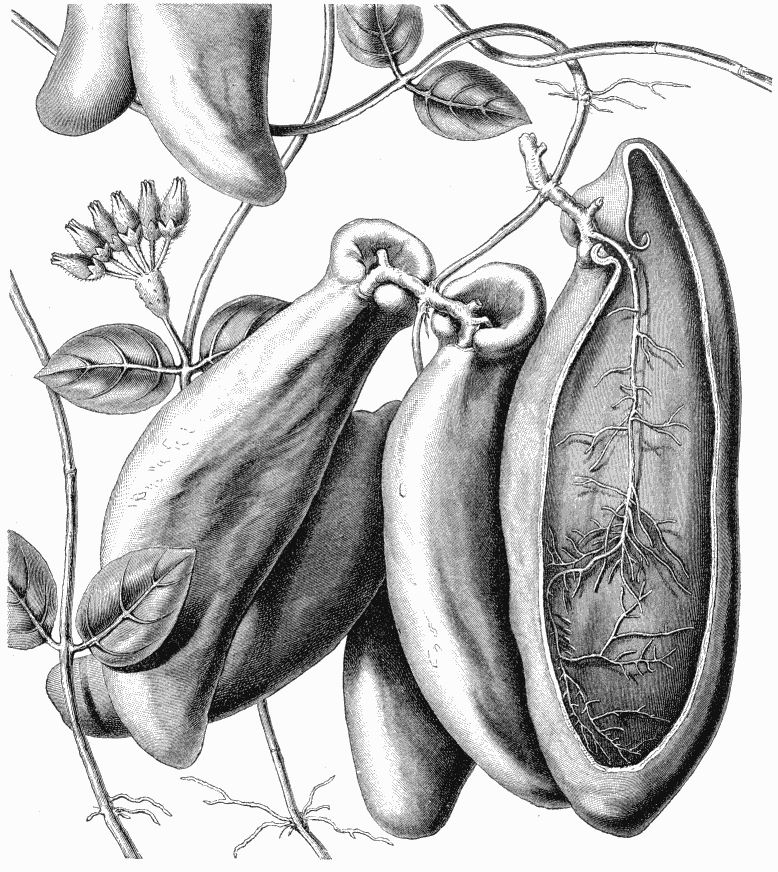
Trichterförmiges Blatt von Dischidia rafflesiana, in das die Adventivwurzeln hineinwachsen

Die Arten der Gattung Dischidia sind meist krautige oder sukkulente Epiphyten mit rankenden Sprossachsen, seltener auch epilithisch wachsend, in diesem Fall auf Steinen kriechend. Sie besitzen meist ausgeprägte Adventivwurzeln. Andernfalls sitzen die Wurzeln an den Knoten (Nodien). Die Sprossachsen messen 1 bis 4 mm im Durchmesser und sind kahl, rau behaart oder filzig. Der Milchsaft (Latex) ist weiß.
Die gegenständigen oder wechselständigen Laubblätter besitzen nur kurze Stiele. Die Blattspreite variiert innerhalb der Gattung. Es kommen länglich-elliptische, ovale bis invers-lanzettförmige Blattspreiten, die flach, linsenförmig und ganzrandig sind, oder runde und schildförmige Blätter vor. Die Blattspreiten sind dünn und nicht sukkulent, oder auch ledrig oder dick sukkulent. Eine Besonderheit sind die Arten mit krug- oder schlauchförmigen Blättern (sogenannte „Urnenblätter“), die sich mit der Zeit mit Humus füllen und in die eine oder zwei Adventivwurzeln hineinwachsen.

### Generative Merkmale
Der vielblütige Blütenstand ist häufig traubig, schraubelig oder in Teilblütenstände unterteilt. Die Blüten öffnen sich meist asynchron; nur wenige öffnen sich synchron. Häufig ist eine Blütenstandsachse mehr oder weniger deutlich ausgebildet, seltener auch mehrere. Die Blütenstiele sind kurz oder fehlen nahezu. Die Blütenkrone ist relativ schmal und urnenförmig, häufig sehr klein (wenige Millimeter), aber manchmal auch glockenförmig und relativ groß. Meist ist sie weiß, grünlich-weiß, gelblich-weiß, cremefarben, leicht rötlich, dunkelrot bis bläulich-grün. Die Blüten vieler Arten von Dischidia erscheinen auch während der Anthese geschlossen, während bei anderen Arten die Blüten weit offen sind. Die Nebenkrone ist ringförmig oder fünfzipfelig, wobei die Nebenkronenzipfel mit den Kronenzipfeln alternieren. Dabei sind die Nebenkronenzipfel apikal meist zweizipfelig und nach innen gebogen. Die Nebenkrone kann auch ganz fehlen. Das meist konische Gynostegium ist sitzend oder gestielt. Der Griffelkopf ist konisch und wird von den Antherenfortsätzen umhüllt. Die länglich-ovalen Pollinien stehen aufrecht; die Caudiculae sind meist breit dreieckig. Die schlanken, spindelförmigen und kahlen Früchte sind rund oder etwas abgeflacht und am Ende zugespitzt. Sie stehen einzeln oder paarig. Die abgeflachten, braunen Samen sind länglich bis oval und besitzen einen weißen Haarschopf.
Die Chromosomenzahl beträgt {\displaystyle 2n=22} (bei Dischidia bengalensis Colebr., Dischidia hirsuta L. und Dischidia nummularia Blume).

## Lebensweise
Die Arten der Gattung Dischidia wachsen als Epiphyten auf Bäumen und Steinen. Sie haben allerdings recht unterschiedliche Ansprüche an Licht, Temperatur und Feuchtigkeit. Dies spiegelt auch ihr großes geographisches Verbreitungsgebiet und ihre Verbreitung in der Vertikalen.
Viele Arten der Gattung Dischidia leben in Symbiose mit Ameisen. Die Ameisen leben in den schlauch- oder taschenförmigen Blättern oder unter den schildförmigen Blättern. Sie tragen Material in die schlauchförmigen Blätter hinein, in die dann eine oder zwei Adventivwurzeln hineinwachsen, welche sich dort verzweigen. Die Ausbildung der schlauch- oder urnenförmigen Blätter ist bei einigen Arten aber auch vom Ernährungszustand bzw. Standort der Pflanze abhängig. Gut gedüngte Pflanzen bzw. Pflanzen an einem sehr günstigen Standort bilden diese Blätter unter Umständen gar nicht aus. Bei anderen Arten mit Blättern, die schildartig oder napfschneckenartig auf Steinen aufliegen, sammeln Ameisen darunter Material an. Auch hier wachsen dann die Adventivwurzeln hinein. Die schildartigen Blätter haben noch eine weitere Funktion: Unter diesen Blättern hält sich die Feuchtigkeit sehr lange. Sie helfen damit der Pflanze, Trockenzeiten zu überstehen. Aber auch andere Arten ohne taschen- oder schildartigen Blätter leben myrmekophil. Die Ameisen sammeln die Samen und tragen sie in ihre Baumnester. Dort keimen die Samen und die Sämlinge wachsen aus diesen Nestern.
Die Blüten von vielen Dischidia-Arten erscheinen auch während der Blütezeit geschlossen; nur bei wenigen Arten ist die Blüte ganz geöffnet. Über die Bestäubung der Blüten ist bisher wenig bekannt.
Die Pollen sind nicht lose auf den Staubgefäßen verteilt, wie bei vielen anderen Pflanzen, sondern in relativ kompakten Pollinien konzentriert, die als Ganze von einer Pflanze zur anderen transportiert werden. Die Pollinien sitzen relativ fest und werden durch Insektenbeine losgerissen. Die Blüten funktionieren nach dem Prinzip einer Klemmfalle: Die Insekten bleiben mit ihren Beinen in der Nebenkrone hängen. Beim Versuch sich zu befreien, reißen die Pollinien ab und bleiben an den Beinen kleben.
Rintz (1980) vermutet, dass Tag- und Nachtschmetterlinge die Blüten bestäuben. Jones (2008) beobachtete Nacht- und Tagschmetterlinge, Ameisen, Wespen, Bienen und Fliegen, wie sie Nektar, den die Blüten absondern, aufsaugten. Er betont jedoch, dass dies nicht bedeutet, dass sie auch die Bestäuber der Blüten sind.

## Vorkommen
Die Dischidia-Arten kommen in Südostasien (Südchina, Philippinen, Sri Lanka, Thailand, Vietnam, Laos, Indonesien, Malaysia und Indien), Australien, Ozeanien und Neuguinea vor. Sie wachsen in tropischen bis subtropischen Regenwäldern in Höhenlagen zwischen Meereshöhe und etwa 2000 Meter.

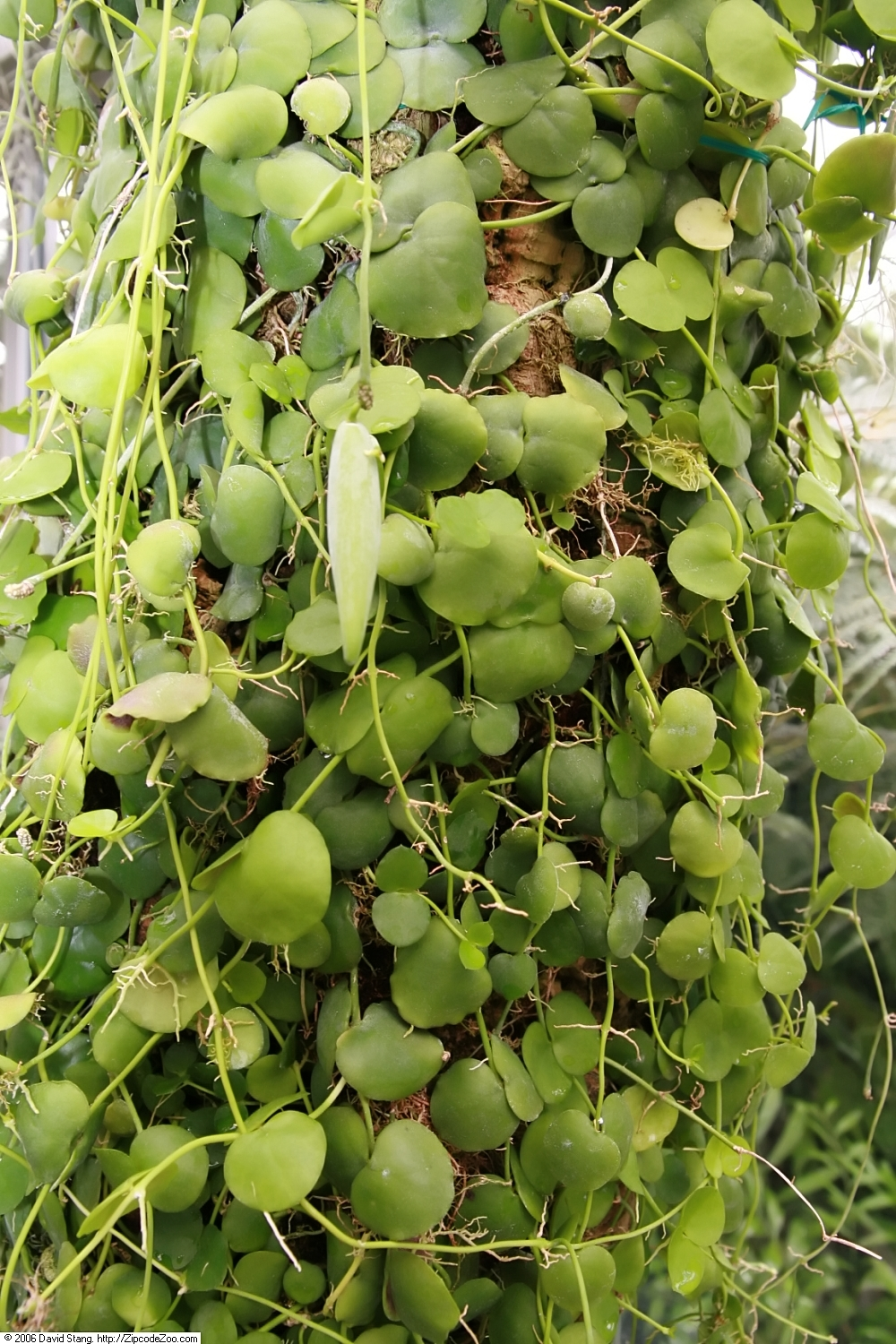
Dischidia albiflora

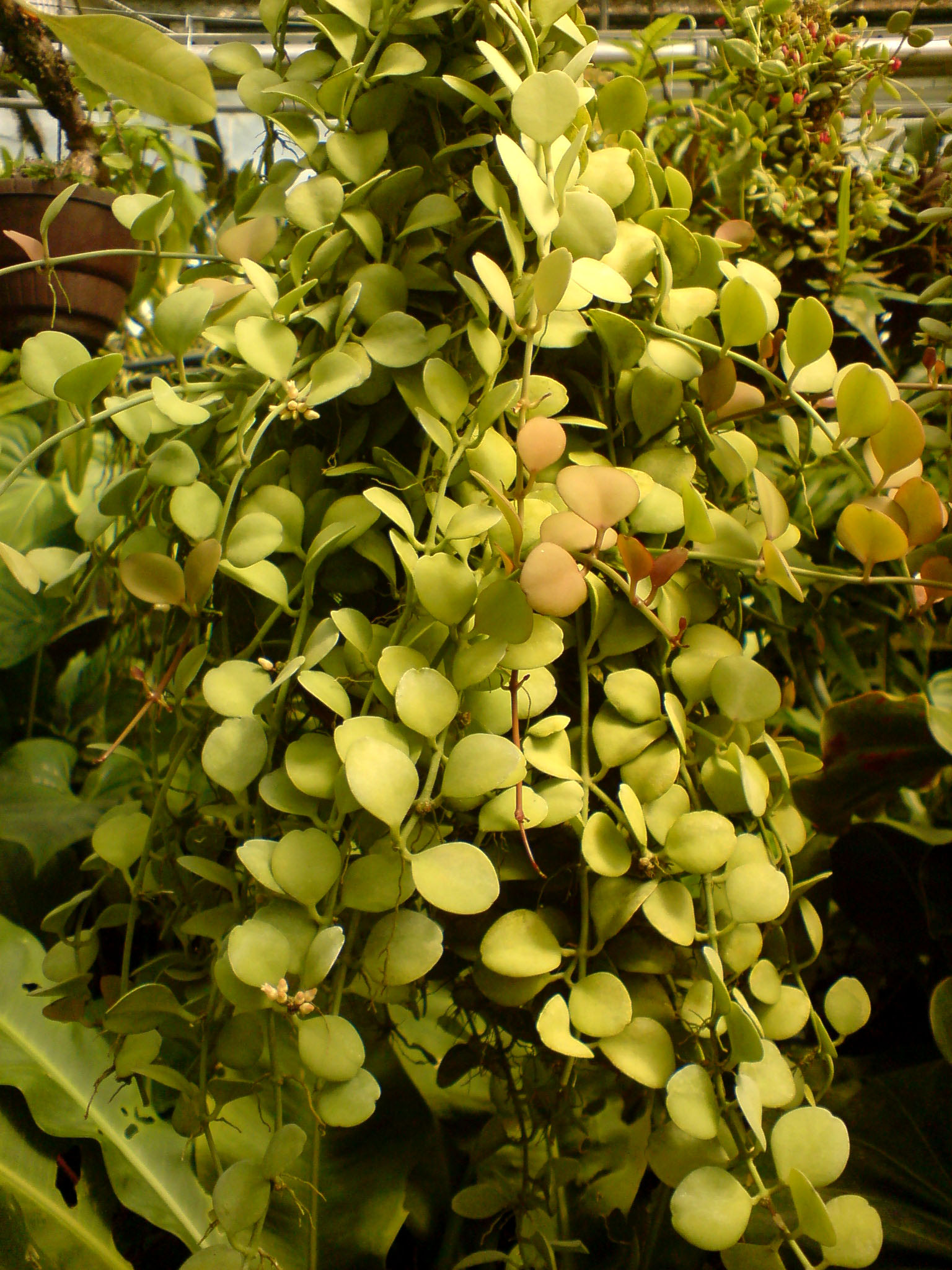
Dischidia bengalensis

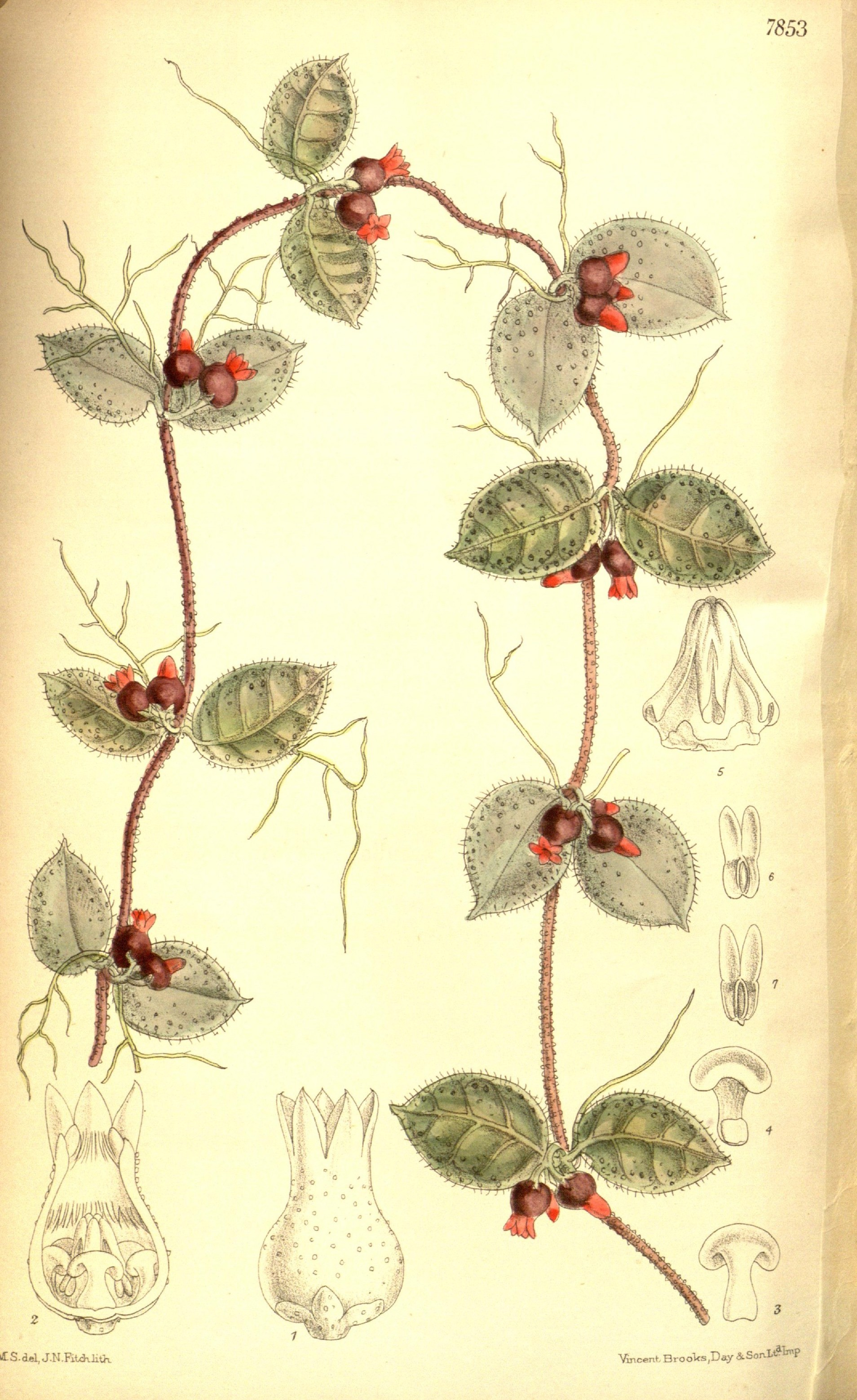
Dischidia hirsuta

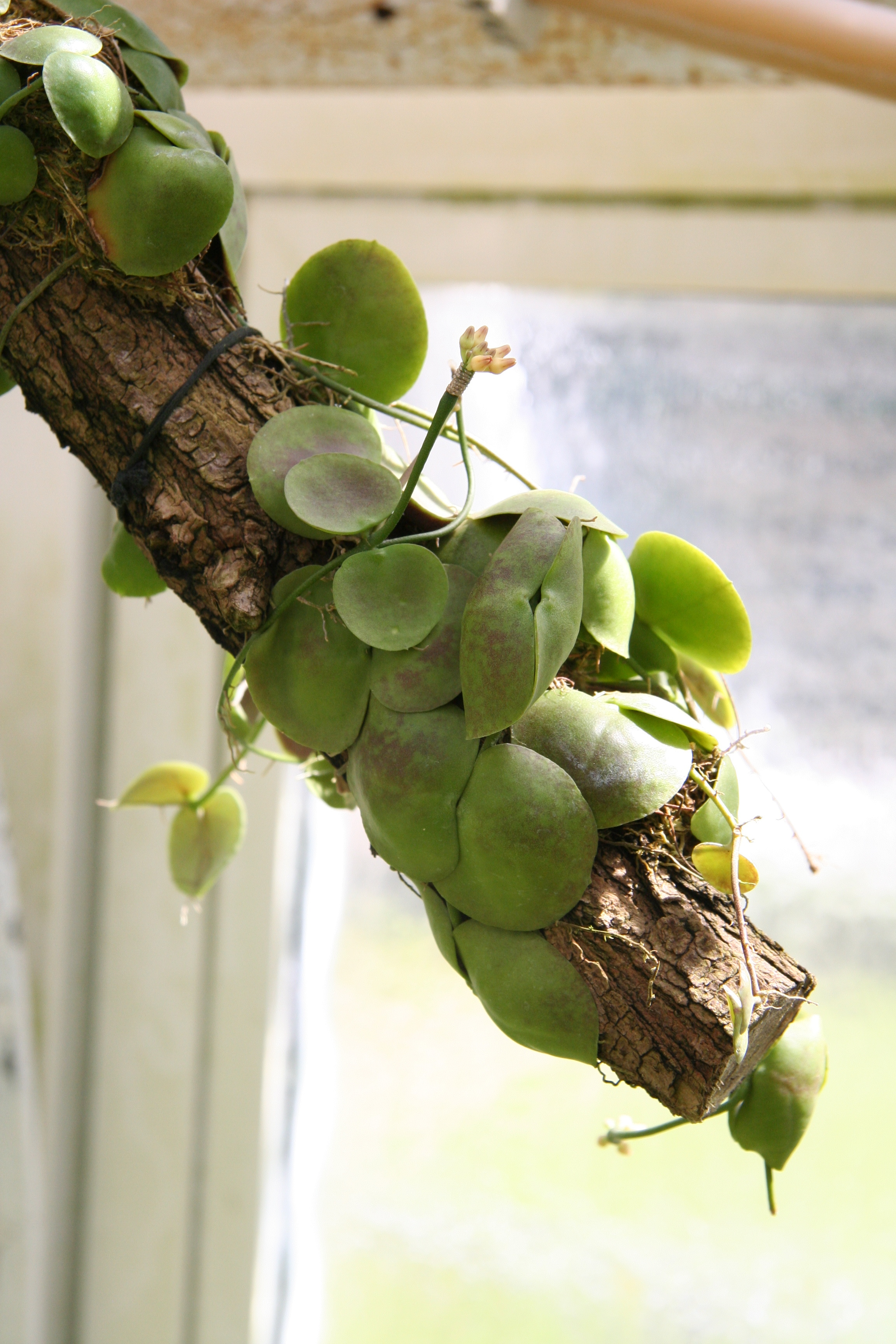
Dischidia imbricata

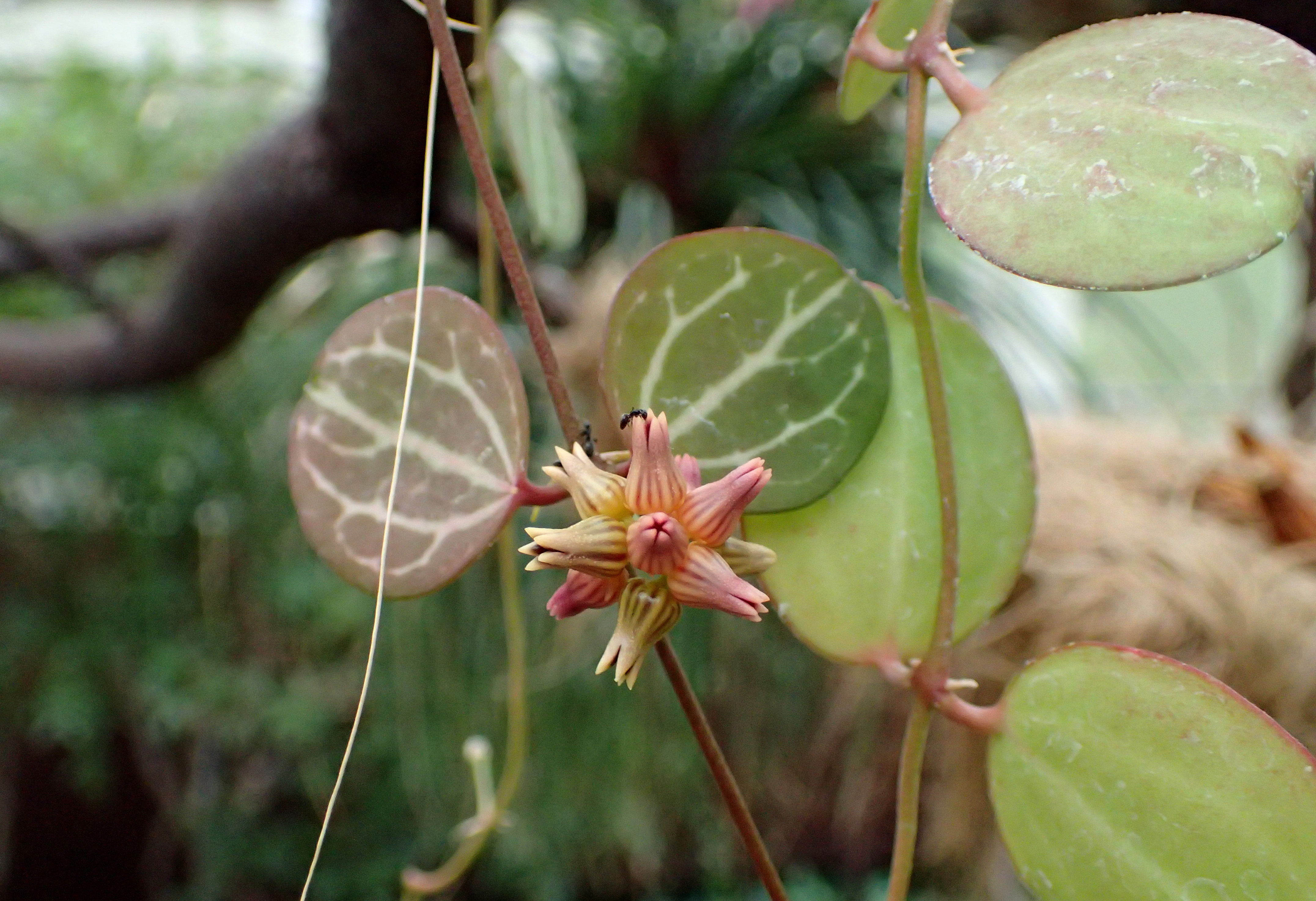
Dischidia ovata

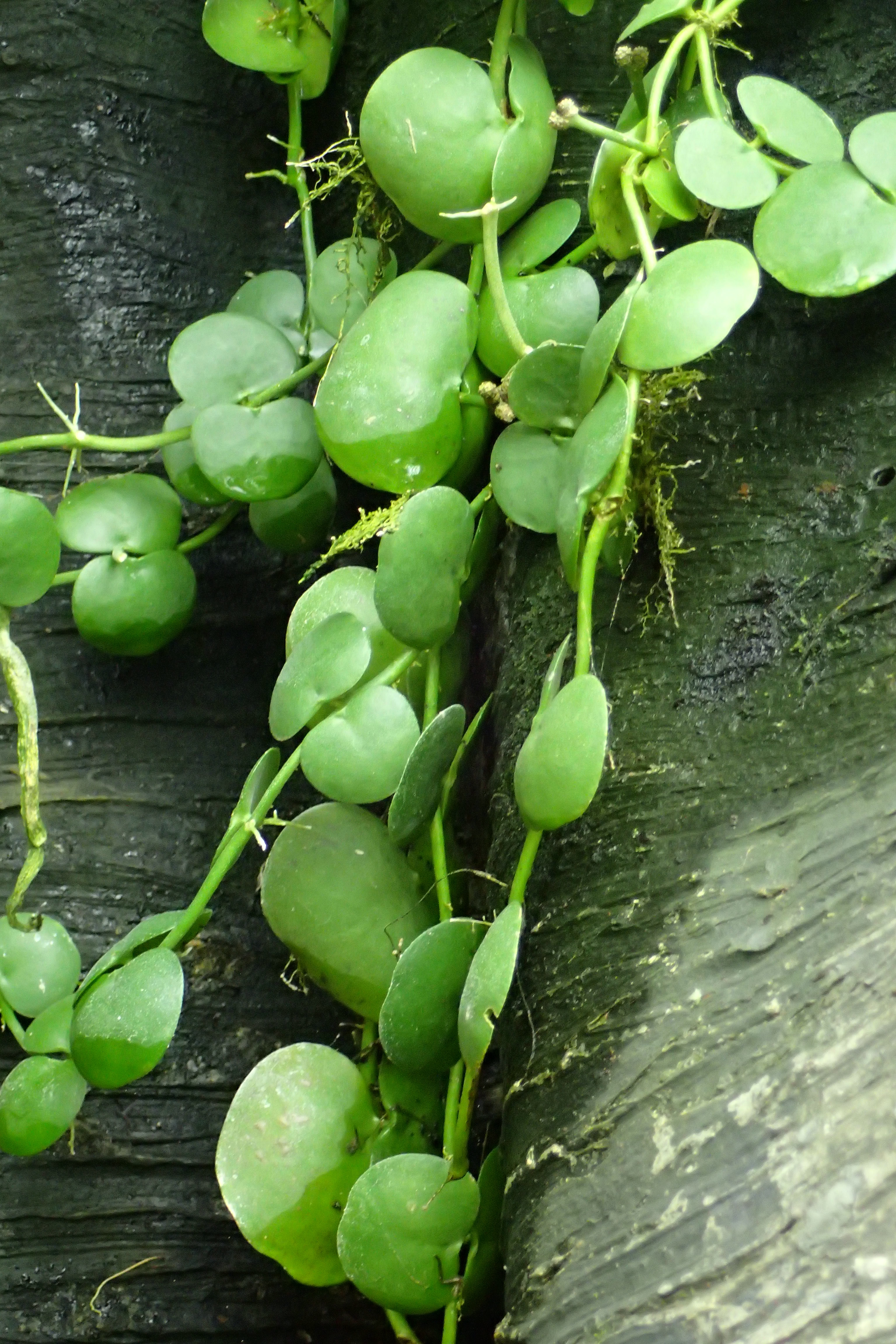
Dischidia platyphylla

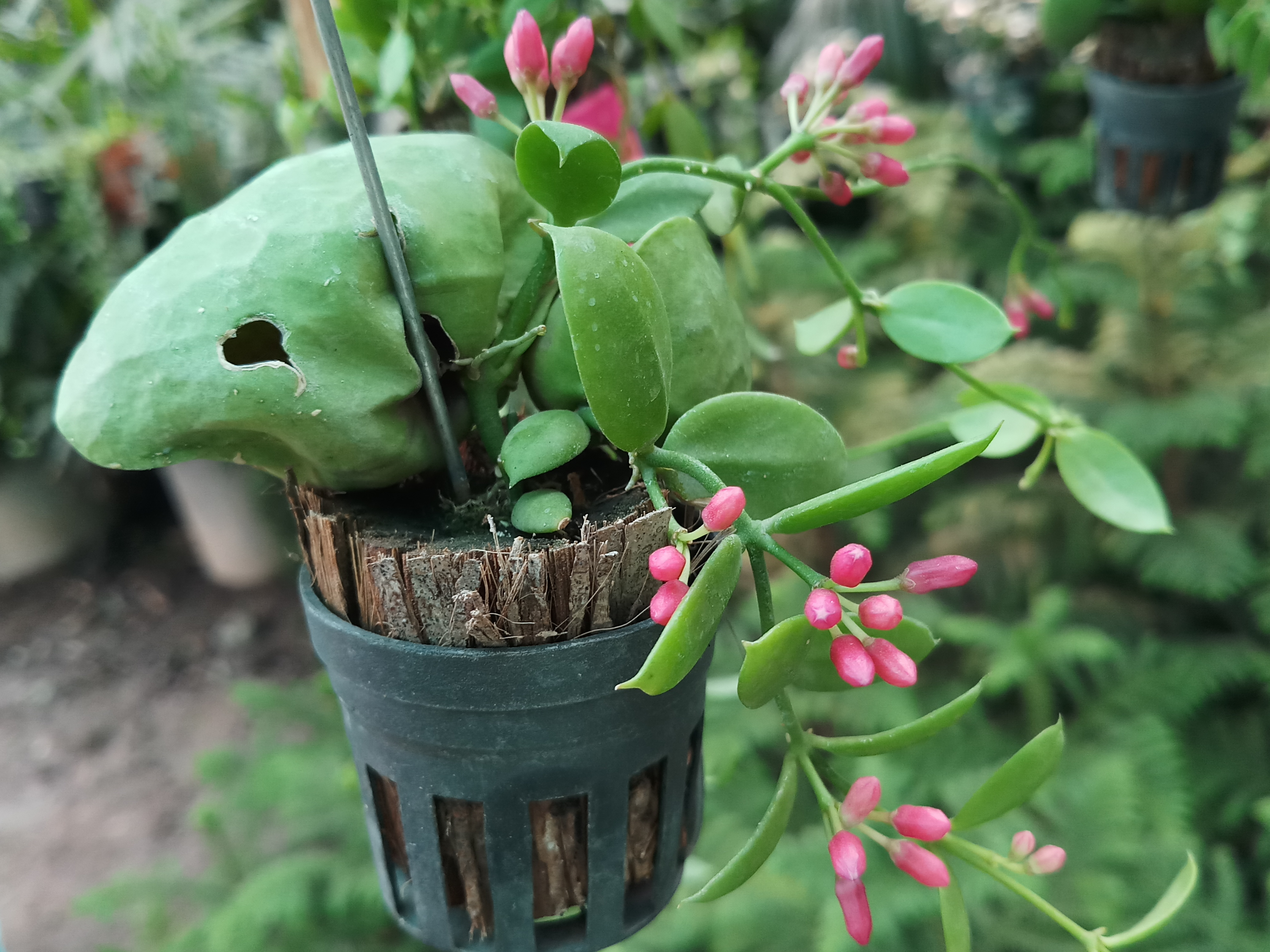
Dischidia vidalii

## Systematik
Die Gattung Dischidia wurde 1810 vom britischen Botaniker Robert Brown aufgestellt. Die Typusart ist Dischidia nummularia R.Br. Im Laufe der Forschungsgeschichte haben sich einige Synonyme für Dischidia R.Br. angesammelt: Collyris M.Vahl, Conchophyllum Blume, Dischidiopsis Schltr., Dolichostegia Schltr., Hoyella Ridl., Leptostemma Blume, Oistonema Schltr., Spathidolepis Schltr.
Jones unterscheidet drei Sektionen:
- Sektion Ascidiophora K. Schum.: Mit den urnen- oder taschenförmigen Blättern (sowie „normalen“ Blättern), myrmekophil (dazu gehören die Arten Dischidia major, Dischidia vidalii und Dischidia complex)
- Sektion Conchophyllum: Mit schild- oder muschelschalenförmigen Blättern, myrmekophil (dazu gehören die Arten Dischidia diphylla, Dischidia cleisthantha, Dischidia imbricata, Dischidia collyris und viele andere Arten)
- Sektion Dischidia: Ausschließlich mit „normalen“ Blättern, zum Teil auch myrmekophil (restliche Arten, beispielsweise Dischidia nummularia); hierher eventuell auch die Arten der Gattung Dischidiopsis Schltr.

### Arten
Viele Arten sind nur ungenügend bekannt und ihr Status ist unsicher. Hier eine Auswahl der etwa 119 Dischidia-Arten:
- Dischidia aberrans Schltr.: Sumatra.[3]
- Dischidia acuminata Costantin: Kambodscha, Thailand, Vietnam.[3]
- Dischidia acutifolia Maingay fil.: Mit zwei Unterarten:
  - Dischidia acutifolia subsp. acutifolia: Indochina bis Malesien.[3]
  - Dischidia acutifolia subsp. klossii (Ridley) Rintz: Thailand und Malaysia.[3]
- Dischidia albida Griff.: Malesien.[3]
- Dischidia albiflora Griff. (= Dischidia collyris Wall.): Indochina bis westliches Malesien.[3]
- Dischidia alternans Schltr.: Sumatra.[3]
- Dischidia amphorantha K.Schum. & Lauterb.: Neuguinea.[3]
- Dischidia angustifolia Miq.: Östliches Java.[3]
- Dischidia antennifera Becc.: Borneo.[3]
- Dischidia apoensis Elmer: Mindanao.[3]
- Dischidia asperifolia Schltr.: Borneo.[3]
- Dischidia astephana Scortechini ex King & Gamble: Malaysia und Borneo.[3]
- Dischidia atropurpurea Schltr.: Sumatra.[3]
- Dischidia australis Tsiang & P.T.Li: China.[3]
- Dischidia bengalensis Colebrooke: Himalaja bis westliches Malesien.[3]
- Dischidia bisetulosa O.Schwartz: Borneo.[3]
- Dischidia boholensis (Schltr.) Livsh.: Philippinen (Bohol).[3]
- Dischidia bulacanensis Kloppenb., G.Mend. & Ferreras: Philippinen.[3]
- Dischidia calva Pearson: Thailand.[3]
- Dischidia chinensis Champ. ex Benth.: China und Vietnam.[3]
- Dischidia cleistantha Livsh.: Philippinen.[3]
- Dischidia clemensiae Schltr.: Mindanao.[3]
- Dischidia cochleata Blume: Westliches Malesien.[3]
- Dischidia cominsii Hook.: Salomonen.[3]
- Dischidia complex Griff.: Malaysia und Borneo.[3]
- Dischidia cornuta Livsh.: Laos.[3]
- Dischidia crassifolia Zipp. ex Schltr.: Kleine Sundainseln.[3]
- Dischidia crassula Schltr.: Sulawesi.[3]
- Dischidia cyclophylla Schltr.: Neuguinea.[3]
- Dischidia cylindrica W.W.Sm.: Borneo.[3]
- Dischidia dasyphylla Schltr.: Sulawesi.[3]
- Dischidia deschampsii King & Gamble: Malaiische Halbinsel.[3]
- Dischidia digitiformis Becc.: Sulawesi.[3]
- Dischidia diphylla Elmer: Luzon.[3]
- Dischidia dohtii Tran & Livsh.: Laos und Vietnam.[3]
- Dischidia dolichantha Schlechter: Westliches Malesien.[3]
- Dischidia elmeri Schltr.: Mindanao.[3]
- Dischidia ericiflora Becc.: Borneo.[3]
- Dischidia formosana Maximowicz: Nansei-Inseln bis Taiwan.[3]
- Dischidia fruticulosa Ridley: Malaiischen Halbinsel.[3]
- Dischidia galactantha K.Schum.: Neuguinea.[3]
- Dischidia gibbifera Schltr.: Luzon.[3]
- Dischidia griffithii Griff. ex Hook. f.: Thailand, Myanmar und Vietnam.[3]
- Dischidia hahliana Volkens: Carolinen.[3]
- Dischidia hirsuta (Blume) Decaisne: Indochina bis Papuasien.[3]
- Dischidia hollrungii Warb. ex K.Schum. & Lauterb.: Neuguinea.[3]
- Dischidia hoyella Omlor: Sumatra.[3]
- Dischidia imbricata (Blume) Steudel: Indochina bis westliches Malesien.[3]
- Dischidia immortalis Guillaumin: Vanuatu.[3]
- Dischidia indragirensis Schltr.: Sumatra.[3]
- Dischidia insularis Schltr.: Neuguinea.[3]
- Dischidia kerrii Kidyoo & Suddee: Thailand und Vietnam.[3]
- Dischidia khasiana Hook.f.: Assam.[3]
- Dischidia lanceolata (Blume) Decaisne: Westliches Java.[3]
- Dischidia lancifolia Ridley: Philippinen.[3]
- Dischidia latifolia (Blume) Decaisne: Java.[3]
- Dischidia lauterbachii K.Schum.: Neuguinea.[3]
- Dischidia listerophora Schltr.: Bismarck-Archipel.[3]
- Dischidia litoralis Schltr.: Papuasien bis nördliches Queensland.[3]
- Dischidia livida Elmer: Luzon.[3]
- Dischidia longe-pedunculata Ridl.: Malaiische Halbinsel.[3]
- Dischidia longiflora Becc.: Molukken.[3]
- Dischidia longifolia Becc.: Kelien Sundainseln und Neuguinea.[3]
- Dischidia major (Vahl) Merrill: Tropisches Asien bis nördliches Queensland.[3]
- Dischidia maxima Koord.: Sulawesi.[3]
- Dischidia melanesica Fosberg: Santa-Cruz-Inseln.[3]
- Dischidia meleagridiflora O.Schwartz: Borneo.[3]
- Dischidia merrillii Becc.: Philippinen.[3]
- Dischidia micholitzii N.E.Br.: Östliches Assam bis nördliches Myanmar.[3]
- Dischidia micrantha Becc.: Westliches Malesien.[3]
- Dischidia milnei Hemsl.: Bismarck-Archipel bis zu den Salomonen.[3]
- Dischidia neurophylla Lauterb. & K.Schum.: Bismarck-Archipel.[3]
- Dischidia nicobarica Didr.: Nikobaren.[3]
- Dischidia nummularia R. Br. (Syn.: Dischidia rhombifolia Blume): Tropisches Asien bis südliches China und nördliches Queensland.[3]
- Dischidia obovata Decne: Java.[3]
- Dischidia oiantha Schltr.: Philippinen.[3]
- Dischidia ovata Bentham: Neuguinea bis nördliches Queensland.[3]
- Dischidia oxyphylla Miq.: Sulawesi.[3]
- Dischidia parvifolia Ridl.: Malaiische Halbinsel.[3]
- Dischidia peltata Blume: Neuguinea.[3]
- Dischidia picta Blume: Neuguinea.[3]
- Dischidia platyphylla Schlechter: Philippinen.[3]
- Dischidia polilloensis Kloppenb.: Philippinen.[3]
- Dischidia polyphylla Ridl.: Sumatra und Borneo.[3]
- Dischidia pseudobenghalensis Costantin: Nördliches Vietnam.[3]
- Dischidia puberula Decne.: Marianen.[3]
- Dischidia pubescens Ridl.: Malaiische Halbinsel.[3]+
- Dischidia punctata (Blume) Decaisne: Thailand bis Malesien.[3]
- Dischidia purpurea Merrill: Philippinen.[3]
- Dischidia quinquangularis Schltr.: Mindanao.[3]
- Dischidia reniformis Schltr.: Malesien.[3]
- Dischidia retusa Becc.: Molukken.[3]
- Dischidia rhodantha Ridl.: Malaiische Halbinsel.[3]
- Dischidia rimicola Kerr: Thailand, Laos und Vietnam.[3]
- Dischidia rosea Schltr.: Luzon.[3]
- Dischidia roseoflavida Schltr.: Borneo.[3]
- Dischidia rumphii Miq.: Molukken.[3]
- Dischidia ruscifolia Decaisne ex Beccari: Philippinen.[3]
- Dischidia saccata Warb.: Mindanao.[3]
- Dischidia sagittata (Blume) Decaisne: Westliches Java.[3]
- Dischidia sarasinorum Warb.: Sulawesi.[3]
- Dischidia scortechinii King & Gamble: Malaiische Halbinsel.[3]
- Dischidia singaporensis Ridl.: Malaiische Halbinsel.[3]
- Dischidia singularis Craib: Thailand.[3]
- Dischidia soronensis Becc.: Neuguinea.[3]
- Dischidia sorsoganensis Elmer: Luzon.[3]
- Dischidia spironema Turcz.: Java.[3]
- Dischidia squamulosa Becc.: Borneo.[3]
- Dischidia striata Schltr.: Neuguinea.[3]
- Dischidia subulata Warb. mit den Unterarten:
  - Dischidia subulata subsp. angustata Rintz: Malaiische Halbinsel.[3]
  - Dischidia subulata subsp. subulata: Malaiische Halbinsel bis Sumatra.[3]
- Dischidia superba Rintz: Malaiische Halbinsel.[3]
- Dischidia tjidadapensis Bakh.f.: Westliches Java.[3]
- Dischidia tomentella Ridl.: Thailand und Malaysia.[3]
- Dischidia tonkinensis Costantin (Syn.: Dischidia balansae Costantin): China, Thailand, Laos und Vietnam.[3]
- Dischidia tonsa Schltr.: Philippinen.[3]
- Dischidia tonsuensis T.Green & Kloppenb.: Sulawesi.[3]
- Dischidia torricellensis (Schltr.) P.I.Forst.: Neuguinea.[3]
- Dischidia tricholoba Kerr: Thailand und Vietnam.[3]
- Dischidia trichostemma Schltr.: Neuguinea.[3]
- Dischidia truncata (Blume) Decaisne: Java.[3]
- Dischidia vadosa Rintz: Malaiische Halbinsel.[3]
- Dischidia vidalii Beccari: Philippinen.[3]
- Dischidia wallichii Wight: Darjiling, Andamanen und Singapur.[3]

Nicht mehr zu dieser Gattung wird gerechnet:
- Dischidia chinghungensis Tsiang  & P.T.Li => Hoya chinghungensis (Y.Tsiang & P.T.Li) M.G.Gilbert, P.T.Li & W.D.Stevens

### Online-Quelle
- The Genera of Asclepiadoideae, Secamonoideae and Periplocoideae (Apocynaceae) von Sigrid Liede-Schumann & Ulrich Meve - Dischidia R. Br. (Marsdenieae)